# Lothar Vetterke
Lothar Vetterke (* 6. Mai 1932; † 19. Februar 1998) war ein deutscher Fußballspieler und Fußballnationalspieler der DDR.
Als Lothar Vetterke 13 Jahre alt war, wurde seine erste Sportgemeinschaft gegründet, bei der SG Schkeuditz bestritt er als Jugendlicher die ersten Fußballspiele. Später wechselte er zur damals stärksten Leipziger Fußballmannschaft, der ZSG Industrie Leipzig, die ab 1949 in der höchsten ostdeutschen Spielklasse Oberliga spielte und sich später in BSG Chemie Leipzig umbenannte. Als Chemie in der Saison 1950/51 DDR-Meister wurde, stand Vetterke mit seinen 19 Jahren noch nicht im Aufgebot, zu groß war die Konkurrenz um Fröhlich, Scherbaum, Rose und Eilitz. Zum Beginn der Saison 1952/53 wechselte Vetterke, um endlich im Männerbereich Fuß fassen zu können, zur unterklassigen Leipziger Vorstadt-Sportgemeinschaft Motor Gohlis Nord.
Ende des Jahres 1952 warb die Leipziger Armeesportmannschaft Vorwärts acht der besten Spieler von Chemie Leipzig ab. Um sich weiter in der Oberliga halten zu können, mussten die Chemiker schnellstens neue spielstarke Akteure finden. Dabei erinnerte man sich auch an Lothar Vetterke, den man nun gut als Mittelfeldspieler und Linksaußen gebrauchen konnte. So spielte Vetterke ab 1953 wieder in Leutzsch und wurde nun in der neu zusammengestellten Mannschaft zum Stammspieler.
Dabei machte er so nachdrücklich auf sich aufmerksam, dass ihn Nationaltrainer Fritz Gödicke am 14. Juni 1953 im Spiel der DDR-Nationalmannschaft gegen Bulgarien einsetzte. Er wurde in der 2. Halbzeit für den Linksaußen spielenden Ilsch eingewechselt. Mit einem 0:0 endete auch das dritte Länderspiel der DDR sieglos, es kam ein neuer Nationaltrainer, weitere Spieler wurden erprobt und Vetterke wurde nicht weiter berücksichtigt. Lediglich zwei Berufungen in die Nachwuchs-Nationalmannschaft stehen für Vetterke noch als internationale Einsätze zu Buche.
1954 gehörte Vetterke zu den Spielern, die sich dem neu geschaffenen SC Lokomotive Leipzig anschlossen. Hier absolvierte er noch 20 Punktspiele, ehe er sich am Ende der Saison 1954/55 mit 23 Jahren aus der Oberliga zurückzog. In seinen drei Oberligajahren war er insgesamt in 89 Punktspielen eingesetzt worden und hatte 13 Tore erzielt. Er ging zurück zu den Wurzeln seiner Fußballerlaufbahn und spielte bis 1967 bei der BSG Motor Schkeuditz mal in der II. DDR-Liga, mal in der Bezirksliga. Ab 1970 trainierte er die Mannschaft, aus der inzwischen die TSG MAB Schkeuditz geworden war.